# Villa Mainero
Villa Mainero es una localidad, cabecera del municipio homónimo, en el estado de Tamaulipas. Según el censo del 2020 del INEGI, Mainero posee una población de 338 habitantes.

## Toponimia
El 3 de julio de 1924, siendo Gobernador del Estado Candelario Garza, le fue otorgada la categoría de Villa con el nombre Mainero, en memoria del Licenciado y político Guadalupe Mainero, Gobernador del Estado de Tamaulipas de 1896 a 1901.

## Fundación
La población de Villa Mainero y sus zonas más inmediatas pertenecieron inicialmente a un señor de nombre Inocencio Mateo de la Parra, propiedad que le fue otorgada en la Ciudad de México por el fiscal de Real de hacienda, Don Ramón de Posadas ante el escribano Don Manuel de Ochoa, el día 2 de marzo de 1785.